# Henri le Superbe
 (avril 2012).
Si vous disposez d'ouvrages ou d'articles de référence ou si vous connaissez des sites web de qualité traitant du thème abordé ici, merci de compléter l'article en donnant les références utiles à sa vérifiabilité et en les liant à la section « Notes et références ».
Henri le Superbe (en allemand : Heinrich der Stolze), né vers 1108 et mort le 20 octobre 1139 à l'abbaye de Quedlinbourg, est duc de Bavière (1126-1139) sous le nom d'Henri X, duc de Saxe (1137-1139) sous le nom d'Henri II et margrave de Toscane (1137-1139). Il est l’allié de son beau-père l’empereur Lothaire de Supplinbourg.

## Biographie

### Sa famille
Henri X est le fils d’Henri le Noir, duc de Bavière, et de Wulfhilde, fille de Magnus Ier de Saxe, duc de Saxe, et donc un membre de la famille des Welfs, héritier de la Maison des Billung. Ses parents meurent tous les deux en 1126. Son père se fait moine de l’abbaye de Weingarten peu de temps avant sa mort. Henry devient duc de Bavière. Il partage les biens familiaux dans le duché de Saxe, la Bavière et la Souabe avec son frère cadet, Welf VI.

### L’allié de son beau-père
Henri X le Superbe épouse, le 27 mai 1127, Gertrude de Saxe (1115-1143), fille du roi Lothaire de Supplinbourg et de Richenza de Brunswick. Ce mariage avait été conclu en 1125 par les pères des deux époux quand Henri le Noir avait décidé de désormais soutenir Lotaire pour l'élection du roi des Romains. Gertrude est l'héritière des propriétés de trois dynasties saxonnes : la Maison de Supplinburg, la Maison de Frise, et la Maison de Northeim. Le couple a seulement un fils, Henry le Lion.
Henri X va être le meilleur allié de son beau-père. Non content d'avoir ainsi réuni sur une même tête la fortune de plusieurs familles puissantes, Lothaire donne à son gendre son duché de Saxe, qui s'étend à l'orient jusqu'à la Poméranie et au Mecklembourg, vers le sud jusqu'à l'Unstrutt, vers l'ouest jusqu'au Rhin, et au nord jusqu'à l'Eider.
Après le mariage, Henri  participe à la guerre entre Lothaire de Supplinbourg et les frères Conrad, duc de Franconie et Frédéric II, duc de Souabe, son beau-frère puisque marié avec sa sœur Judith. En 1128, le duc de Souabe accourt au secours de Spire, mais il est battu par Henri X, qui quelques mois auparavant avait cherché en vain à réconcilier Frédéric II, duc de Souabe et Lothaire de Supplinbourg[réf. incomplète].
Pendant ces luttes Henry se charge de supprimer une enclave en Bavière, possession d’un allié de Frédéric de Hohenstaufen, le comte de Bogen. Le duc cherche à donner ce comté à l'évêque de Regensburg.[réf. nécessaire] Après avoir aidé Henry de Bavière à soumettre ses vassaux rebelles, Lothaire force Nuremberg à reconnaître son autorité, et achève vers le milieu de l'an 1130 de réduire à l'obéissance toute la Franconie.
En 1131, l'empereur partage les possessions de Godefroid, comte palatin du Rhin, entre Guillaume, fils de l'avant-dernier comte, et Welf VI, frère de Henri le Superbe, et maintient par les armes l'exécution de ce partage.
Pendant les premiers jours de l'an 1132, le roi règle avec sagesse beaucoup d'affaires difficiles, qui auraient pu donner lieu à des dissensions; après avoir nommé Henri a la régence de l'empire, chargé particulièrement de surveiller les entreprises de Frédéric de Hohenstaufen, dont il venait de rejeter les projets d'accommodement, Lothaire entre en Lombardie avec une petite armée dont l'élite se compose de deux mille chevaliers.
Les guerres en Germanie sont dévastatrices. Frédéric de Hohenstaufen doit se soumettre en 1133 et deux ans plus tard les frères Hohenstaufen font la paix avec Lothaire de Supplinbourg.
En 1136, devant l'insistance d’Innocent II et de l'empereur byzantin Jean II Comnène, la guerre recommence et est dirigée cette fois-ci contre Roger II de Sicile. Au printemps 1137, Lothaire envoie son gendre Henri avec trois mille chevaliers faire la conquête de la Toscane, tandis qu'il suit avec le gros de l'armée les côtes de l'Adriatique, pour reprendre sur Roger l'Italie méridionale. Partout victorieux, il arrive en mai devant Bari. Il est rejoint par Innocent et par Henri, qui, après s'être rendu maître de la Toscane, a réinstallé à Capoue Robert Drengot, un prince italo-normand adversaire de Roger II de Sicile ; et replacé Bénévent sous la domination du pape.
Deux armées principales, l’une menée par Lothaire de Supplinbourg, et l'autre par Henri, pénètrent en Italie. Sur la rivière Tronto, le comte italo-normand Guillaume de Loritello rend hommage à Lothaire et lui a ouvre les portes de Termoli. Cet hommage est imité par le comte Hugues II de Molise. En avançant profondément dans la partie du sud de la péninsule, les deux armées se rencontrent et se  réunissent à Bari et marchent vers le sud en 1137.

### La succession de son beau-père

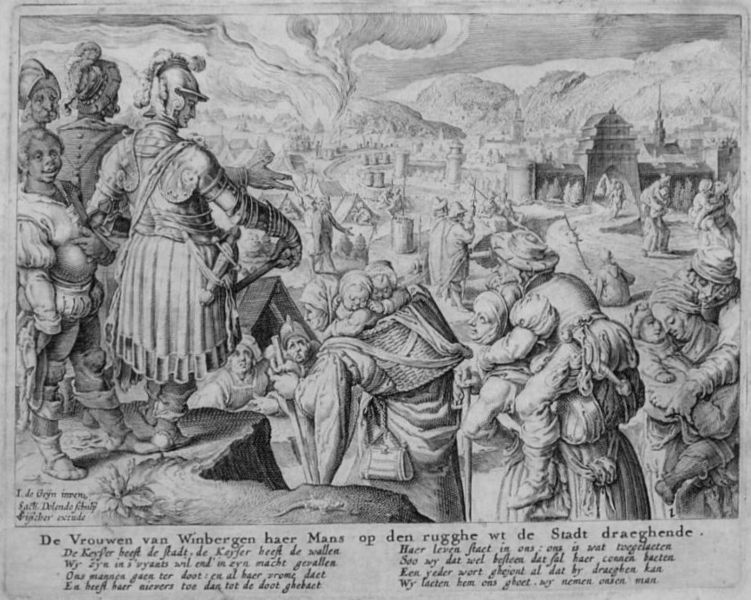
Conrad III de Hohenstaufen commande d'exécuter tous les hommes du château de Weinsberg. Mais les femmes sont autorisées à partir en emportant leurs biens préférés sur le dos. Elles choisissent de porter leurs maris, sauvant ainsi la vie des hommes. Le roi le permet parce quun souverain ne peut se dédire. Ces femmes seront connues sous le nom de Treue Weiber von Weinsberg. Le château aujourd'hui a le nom Weibertreu.

Peu de temps avant son décès (décembre 1137), Lothaire donne les terres de Mathilde de Toscane à son gendre. Henri X le Superbe devient margrave de Toscane, et les dernières décisions testamentaires de son beau-père lui donnent aussi le duché de Saxe, et des prérogatives royales et impériales.
La succession de Lothaire de Supplinbourg est chaudement disputée entre Conrad III de Hohenstaufen, d'une part, et Henri X le Superbe, d'autre part. Henri est duc de Bavière et de Saxe, héritier des biens allodiaux de la comtesse Mathilde en Italie, gendre de l'empereur défunt, chef de l'illustre maison des Welf-Este, dont la puissance s'étend sur une immense bande de territoires, depuis l'Elbe jusqu'aux portes de Rome. Les électeurs, redoutant un tel maître, lui préfèrent Conrad III de Hohenstaufen, duc de Franconie, ex-roi des Lombards de par les Milanais. Nommé à Coblence, il est couronné à Aix-la-Chapelle par un légat du Saint-Siège le 6 mars 1138. Le gendre de Lothaire en appelle aux armes ; Conrad III et Henri se font face sur la Werra mais les évêques des deux camps s'entremettent pour conclure une trêve. La mort met bientôt fin aux  projets d'Henri le Superbe. Il meurt soudainement le 20 octobre 1139 dans l'abbaye Quedlinbourg. Il est enterré dans l’église collégiale de Königslutter, où sont ensevelis les membres de sa belle-famille.

### Sa succession

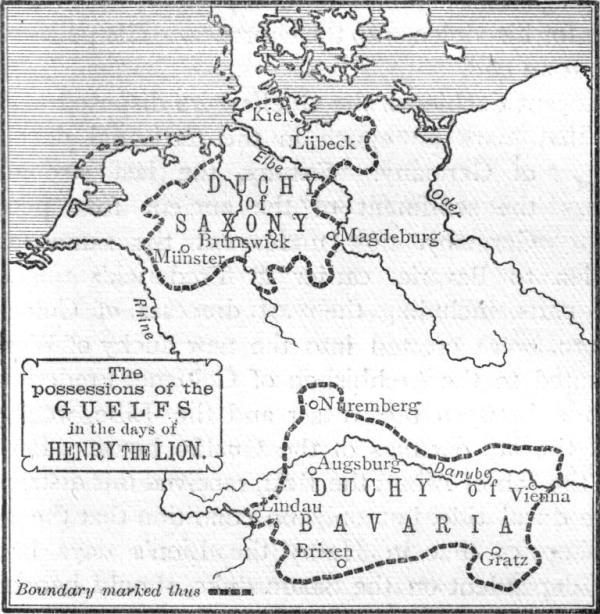
Les possessions des Guelfes.

Le nouveau roi, Conrad III de Hohenstaufen ne récupère pas le duché saxon. Welf VI prend en main la défense des intérêts du fils mineur de son frère, Henri le Lion, et de la famille tout entière. Le nouveau roi donne le duché bavarois d’Henri à Léopold de Bavière, son demi-frère. La Saxe est donnée à Albert de Brandebourg, le fils de la fille plus jeune du dernier duc Billung, Magnus.
La veuve d'Henri, Gertrude de Saxe (1115-1143) se remarie, le 15 mai 1142, avec Henri II d'Autriche (1107-1177), comte palatin du Rhin (1140-1141), duc de Bavière (1143-1156) et margrave d'Autriche (1141-1156), puis duc d'Autriche (1156-1177), de la maison de Babenberg.